# 落合清彦
落合 清彦（おちあい きよひこ、1931年2月6日- ）は、日本の演劇評論家、編集者。

## 来歴
東京都出身。1956年早稲田大学国文科を卒業。東京創元社で「名作歌舞伎全集」の編集に、第三文明社で「絵本通俗三国志」の校訂に携わる。ほか、成城大学文芸学部講師を務めた。

## 著作
- 『百鬼夜行の楽園 - 鶴屋南北の世界』(芸術生活社、1975年)　創元ライブラリ、1997
- 『江戸の黙示録』（思索社、1983年）
- 『歌舞伎の芸』(東京書籍、日本の芸シリーズ、1983年)

共著
- 『三国志の魅力』(聖教新聞社出版局、文化教養シリーズ、1984年）：桑原武夫と共著

### 校訂
- 『鶴屋南北全集』全12巻（三一書房）1971-72
- 『絵本通俗三国志』全12巻（第三文明社）1982-83